# Wladimir Igorewitsch Bogatschow
Wladimir Igorewitsch Bogatschow (* 1961 in Moskau; russisch Владимир Игоревич Богачёв) ist ein russischer Mathematiker und Hochschullehrer. Seine Hauptforschungen liegen in den Gebieten Maßtheorie, Stochastik, Funktionalanalysis und stochastische Analysis.
Seit 2022 ist er Mitglied der Russische Akademie der Wissenschaften.

## Biographie
Bogatschow studierte an der Staatlichen Universität Moskau Mathematik und schloss 1983 sein Grundstudium ab. 1986 promovierte er am selben Ort mit der Dissertation Differential properties of measures on infinite-dimensional spaces. 1991 erhielt er den Postdoc-Grad Doctor of Sciences („Doktor Nauk“). 2000 wurde er Professor für Mathematik. Seit 2000 ist er Professor an der Staatlichen Universität Moskau.
Er ist Leiter des wissenschaftlichen Seminars „Infinite-dimensional analysis and stochastics“ an der Fakultät für „Mechanik und Mathematik“ der Staatlichen Universität Moskau.

## Publikationen (Auswahl)
Bogatschow ist Autor von mehr als 200 wissenschaftlichen Arbeiten, darunter 12 Monographien.
- mit Michael Röckner. Regularity of invariant measures on finite and infinite dimensional spaces and applications. J. Funct. Anal., Band 133, N 1, Seiten 168–223 (1995)
- mit Sergio Albeverio und Michael Röckner. On uniqueness of invariant measures for finite and infinite dimensional diffusions. In Comm. Pure Appl. Math., Band 52, Seiten 325–362 (1999)
- mit T. I. Krasowitskii und S. V. Shaposchnikow. On uniqueness of probability solutions of the Fokker–Planck–Kolmogorov equation, in Sb. Math., Band 212, N 6, Seiten 745–781 (2021)

### Bücher
- Gaussian measures. American Mathematical Society, Rhode Island, 1998
- Measure theory. V. 1,2. Springer-Verlag, Berlin, 2007
- Differentiable Measures and the Malliavin Calculus. American Mathematical Society, 2010
- Fokker-Planck-Kolmogorov equations. American Mathematical Society, 2015
- mit O. Smoljanow: Topological Vector Spaces and Their Applications, Springer Cham, ISBN 978-3-319-57116-4, 2017
- Weak convergence of measures, American Mathematical Society, Rhode Island, 2018.
- mit O. Smoljanow: Real and Functional Analysis, Springer Cham, ISBN 978-3-030-38218-6, 2020

## Auszeichnungen
- 1990: Goldmedaille und den Preis des Präsidiums der RAN der Sowjetunion.
- 2000: Preis der Japan Society for the Promotion of Science (JSPS).
- 2018: Kolmogoroff-Preis der Russischen Akademie der Wissenschaften